# Ninfee rosa (Monet 1898)
Ninfee rosa è un dipinto a olio su tela (81,5x100 cm) realizzato nel 1898 da Claude Monet. È conservato nella Galleria Nazionale d'Arte Moderna di Roma.
Monet, nel suo giardino, abbandona il contatto con la contemporaneità. Da giovane era stato felice di dipingere vedute cittadine, ma ora sembra rifuggire il chiasso e il brulicare della metropoli. Ciò che dipinge ora è fermo. Tuttavia egli coglie lo scorrere del tempo sui fiori inerti, rappresentandoli nel loro sfiorire e rifiorire. Questo senso di transitorietà è espresso nelle sue lettere:
La solitudine in cui si chiude Monet negli anni tardi è seguita da un generale silenzio della critica sulla sua opera. Il pittore continua la sua ricerca, ma oramai la scena artistica parigina è costellata di nuovi talenti che attirano maggiormente l'attenzione dei critici.